# Ivan Prezelj
Ivan Prezelj - Andrej, znan tudi po psevdonimih Areta in polkovnik Lesar, slovenski general JVvD in Slovenske narodne vojske, * 29. avgust 1895, Nova vas v Loški dolini, † 22. april 1973, Cleveland.
Med prvo svetovno vojno je kot rezervni poročnik avstro-ogrske vojske sodeloval v bojih na Soški fronti. Leta 1919 se je pridružil generalu Maistru in sodeloval med boji za severno mejo.
V VKJ je končal višjo vojno akademijo in postal vojaški ataše v Grčiji. Pred aprilsko vojno 1941 je bil na dolžnosti načelnika prometne uprave generalštaba VKJ. Po kapitulaciji Jugoslavije je bil interniran v italijanskem taborišču, od koder je prišel leta 1942.  
Po vrnitvi iz italijanske internacije se je priključil četniški vojski v Sloveniji in postal namestnik majorja Karla Novaka. Spomladi 1944 je bil povišan v brigadnega generala in obenem postavljen za poveljnika slovenske JVvD. Decembra 1944 je bil povišan v divizijskega generala, aprila 1945 pa imenovan za poveljnika Slovenske narodne vojske.  
Maja 1945 se je predal angleški vojski v Italiji, od koder je do 1949 obveščevalno deloval proti Jugoslaviji.  Potem je emigriral v ZDA, kjer se je preživljal kot tovarniški delavec in poverjenik časopisa Ameriška domovina. 
Napisal je uvod za Vauhnikovo knjigo Nevidna fronta.